# Saito Takeshi
Takeshi Saito (sinh ngày 29 tháng 5 năm 1972) là một cầu thủ bóng đá người Nhật Bản.

## Sự nghiệp câu lạc bộ
Takeshi Saito đã từng chơi cho Shimizu S-Pulse.